# Michele Mortellari
Michele Mortellari (1750? Palermo – 27. března 1807 Londýn) byl italský hudební skladatel.

## Život
Základní hudební vzdělání získal na konzervatoři v Palermu. V letech 1767–1770 studoval u Niccolò Piccinniho v Neapoli na konzervatoři Conservatorio di Sant'Onofrio in Capuana. V Neapoli uvedl kantátu Partenope nel cielo na text Francesca Cerlone. Jako operní skladatel debutoval v roce 1772 v Teatro della Pergola ve Florencii dramatem Didone abbandonata na text Pietra Metastasia.
V roce 1785 odcestoval do Londýna, kde komponoval a vyučoval zpěv. Mimo svých oper v Londýně uvedl kantátu Venere e Adone na text Josepha Gianniniho, a oratorium Passione di Gesù Cristo. Komponoval i duchovní hudbu a komorní skladby. Mezi ně patří i jediné tiskem vydané dílo: Six quatuor à deux violons, viole, et violoncello.
V roce 1798 odešel do Ruska. Působil ve službách hraběte Nikolaje Šeremetěva a neúspěšně se pokoušel dostat k carskému dvoru. Uvedl zde kantátu Il ritorno felice alle sponde del Baltico na libreto barona Carla Brentano de Grianty.
V červnu roku 1799 se vrátil do Londýna. Zemřel 27. března 1807 ve svém domě na Oxford Street.

## Dílo
- Didone abbandonata, opera seria (libreto Pietro Metastasio, 1772 Florencie, Teatro della Pergola)
- Arsace, opera seria (libreto Giovanni De Gamerra, 1775 Padova, Teatro nuovo)
- Le astuzie amorose, opera buffa (libreto Francesco Cerlone, 1775 Benátky, Teatro San Samuele)
- Armida, opera seria (podle Torquata Tassa, 1776 Modena, Teatro ducale)
- Don Salterio Civetta, opera buffa (1776 Benátky, Teatro San Samuele)
- Antigona, opera seria (libreto Gaetano Roccaforte, 1776 Benátky, Teatro San Benedetto)
- Il barone di lago nero, opera buffa (1776 Benátky, Teatro San Cassiano)
- La governante, intermezzo (1777 Řím, Teatro Valle)
- Ezio, opera seria (libreto Metastasio, 1777 Milán, Teatro interinale)
- Antigono, opera seria (libreto Metastasio, 1778 Modena, Teatro ducale)
- Alessandro nell'Indie, opera seria (libreto Metastasio, 1778? Siena, Accademia degli Intronati)
- Troia distrutta, opera seria (libreto Verazi, 1778 Milán, Scala)
- Lucio Silla, opera seria (libreto De Gamerra, 1778 Turín, Teatro regio)
- Il finto pazzo per amore, opera buffa (1779 Benátky, Teatro San Giovanni Grisostomo)
- Medonte, opera seria (libreto Giovanni De Gamerra, 1780 Verona)
- I rivali ridicoli, opera buffa (libreto Giovanni Bertati, 1780 Benátky, Teatro San Moisè)
- La muta per amore, opera seria (libreto Cerilo Orcomeno, 1781 Benátky, Teatro San Samuele)
- Semiramide, opera seria (libreto Ferdinando Moretti, 1784 Milán, Teatro alla Scala)
- Armida abbandonata, opera seria (podle Torquata Tassa), 1785 Florencie, Teatro della Pergola)
- L'infanta supposta, opera buffa (1785, Modena)
- Anacreon ou L'Amour fugitif, balet (1790 Londýn, King's Theatre)
- Angelica, opera seria (libreto Gaetano Sertor, 1796 Padova, Teatro nuovo)